# دوباره عاشقم باش (ترانه وی)
«دوباره عاشقم باش» (انگلیسی: Love Me Again) ترانه‌ای از خواننده اهل کره جنوبی، وی از بی‌تی‌اس است. این ترانه در ۱۰ اوت ۲۰۲۳ توسط بیگ هیت میوزیک منتشر شد.

## جدول‌های موسیقی
| جدول (۲۰۲۳–۲۰۲۴)                                    | بالاترین جایگاه |
| --------------------------------------------------- | --------------- |
| کانادا (۱۰۰ تک‌آهنگ داغ کانادا)                      | ۹۱              |
| ۲۰۰ آهنگ جهانی (بیلبورد)                            | ۱۲              |
| هنگ کنگ (بیلبورد)                                   | ۱۹              |
| اندونزی (بیلبورد)                                   | ۱۶              |
| ژاپن (۱۰۰ آهنگ داغ ژاپن)                            | ۷۶              |
| ژاپن هیت‌سیکرز (بیلبورد)                             | ۳               |
| تک‌آهنگ‌های دیجیتال ژاپن (اوریکون)                    | ۶               |
| مالزی (بیلبورد)                                     | ۱۶              |
| منا (آی‌اف‌پی‌آی)                                      | ۱۰              |
| هلند (۴۰ آهنگ برتر هلند)                            | ۲۸              |
| تک‌آهنگ‌های داغ نیوزیلند (آرام‌ان‌زی)                   | ۵               |
| فیلیپین (بیلبورد)                                   | ۱۳              |
| عربستات سعودی (آی‌اف‌پی‌آی)                            | ۱۰              |
| سنگاپور (آرآی‌ای‌اس)                                  | ۹               |
| کره جنوبی (گائون)                                   | ۲۲              |
| مستقل بریتانیا (اوسی‌سی)                             | ۴۱              |
| دانلود تک‌آهنگ‌های بریتانیا (اوسی‌سی)                  | ۹               |
| فروش تک‌آهنگ‌های دیحیتال بریتانیا (شرکت جدول‌های رسمی) | ۹               |
| بیلبورد هات ۱۰۰ ایالات متحده                        | ۹۶              |
| فروش ترانه‌های دیجیتال ایالات متحده(Billboard)       | ۱               |
| ویتنام (بیلبورد)                                    | ۳               |

| جدول (۲۰۲۳)       | جایگاه |
| ----------------- | ------ |
| کره جنوبی (گائون) | ۴۳     |

## تاریخچه انتشار
| منطقه | تاریخ       | فرمت(ها)              | ناشر    |
| ----- | ----------- | --------------------- | ------- |
| مختلف | ۱۰ اوت ۲۰۲۳ | دانلود دیجیتال استریم | بیگ هیت |